# 羅莎蒙德 (加利福尼亞州)
羅莎蒙德（英語：Rosamond）是位於美國加利福尼亞州克恩縣的一個人口普查指定地區。

## 地理
羅莎蒙德的座標為34°51′51″N 118°09′48″W / 34.86417°N 118.16333°W，而該地最高點為海拔高度767米（即2517英尺）。

## 人口
根據2010年美國人口普查的數據，羅莎蒙德的面積為135.550平方千米，當中陸地面積為134.993平方千米，而水域面積為0.557平方千米。當地共有人口18150人，而人口密度為每平方千米133人。